# Wilfred Thesiger
Sir Wilfred Patrick Thesiger (3 de juny de 1910 – 24 d'agost de 2003) fou un militar i explorador britànic autor de diferents llibres de viatges.
Era fill d'un diplomàtic britànic destinat a Abissínia (actual Etiòpia) a la ciutat d'Addis Abeba, capital d'aquest país, d'on va marxar el 1919 per estudiar a Eton College i a la universitat d'Oxford. Tot i així, va tornar a l'Àfrica, gràcies a la invitació per les festes de la coronació l'emperador Haile Selassie d'Abissínia, l'any 1933.
A partir de llavors, Wilfred va esdevenir un dels exploradors d'Àfrica més coneguts del segle xx. Va conèixer indrets inhòspits del continent i del món àrab com Sudan, Aràbia, l'Iraq, Iran o Kenya.
Les seves experiències van ser reflectides en diferents llibres com Arabian Sands (lt.: ‘Sorra d'Aràbia’), on narra les aventures viscudes a l'anomenada zona buida d'aquest país, l'Ar-Rub Al-khali, un dels deserts menys coneguts i més durs del continent, on hi passà fins a quatre anys.
Abans, però, havia lluitat en la reconquesta d'Etiòpia, després de la invasió de Mussolini, durant la Segona Guerra Mundial; havia dirigit un regiment de camellers i havia format part de la SAS (Special Air Service) de l'exèrcit britànic, un cos d'elit que actuava darrere les línies alemanyes a Àfrica.
Thesiger va conviure durant cinc anys amb els que ell anomenava "bedu", els beduïns, i va fer-ho adaptant-se a la seva manera de viure i sobreviure al desert. De fet, en el pròleg del llibre sobre l'aventura a la «zona buida» es lamentava de l'entrada dels costums occidentals al desert per mor de les grans companyies petrolieres, la forma de vida que havia conegut durant les seves expedicions havia canviat radicalment en pocs anys.